# Kitty Genovese
Catherine Susan Genovese, (7 de julio de 1935 - 13 de marzo de 1964) conocida como Kitty Genovese fue una mujer de Nueva York apuñalada hasta la muerte cerca de su casa en Kew Gardens en el condado de Queens, Nueva York. Dos semanas después del asesinato, The New York Times publicó un artículo afirmando erróneamente que 38 testigos vieron u oyeron el ataque, y que ninguno de ellos llamó a la policía ni acudió en su ayuda. El incidente provocó investigaciones sobre lo que se conoció como el efecto espectador o "síndrome Genovese", y el asesinato se convirtió en un elemento básico de los libros de texto de psicología estadounidenses durante las siguientes cuatro décadas. Sin embargo, desde entonces investigadores han descubierto importantes imprecisiones en el artículo de The New York Times. Las entrevistas con la policía revelaron que algunos testigos habían intentado llamar a la policía.

## Vida
Nacida en Nueva York, Genovese era la mayor de los cinco hijos de una familia de clase media italoestadounidense y creció en Brooklyn. Después de que su madre fuera testigo de un asesinato en la ciudad, la familia decidió trasladarse a Connecticut en 1954. Sin embargo Genovese, con diecinueve años en aquel momento, decidió quedarse en la ciudad en la que vivió durante nueve años. Kitty trabajaba como gerente de un bar en la Avenida Jamaica de Hollis, Queens. En el momento de su asesinato estaba viviendo en un apartamento de Queens que compartía con su pareja, Mary Ann Zielonko.

### Ataque
En la madrugada del 13 de marzo de 1964 Genovese conducía su Fiat rojo de regreso del trabajo sin saber que otro coche la seguía. Llegó a casa a las 3:15 y aparcó a unos 30 metros de su apartamento. Winston Moseley se le acercó, corrió hacia ella y rápidamente la apuñaló dos veces en la espalda. Los gritos de Genovese fueron oídos por varios vecinos, pero era una noche fría y con las ventanas cerradas pocos de ellos reconocieron el ruido como gritos de auxilio. Cuando uno de los vecinos gritó al atacante “¡Deje en paz a esa muchacha!”, Moseley huyó y Genovese retomó lentamente su camino hacia el apartamento malherida, pero fuera de la vista de aquellos pocos que habrían tenido razones para pensar que necesitaba ayuda.
Las grabaciones de las primeras llamadas a la policía son confusas y ésta no les dio una alta prioridad. Uno de los testigos dijo que su padre había llamado a la policía y dijo que una mujer había sido golpeada, pero que ya se había levantado, aunque estaba tambaleándose.
Otros testigos observaron a Moseley subir a su coche y alejarse, sólo para volver diez minutos más tarde. Moseley hizo una búsqueda sistemática por el aparcamiento, la cercana parada de metro y el complejo de apartamentos hasta encontrar a Genovese, que estaba tumbada y apenas consciente en el suelo, en un vestíbulo en la parte posterior del edificio. Fuera de la vista de cualquiera que hubiera podido haber visto u oído cualquier señal del primer ataque, Moseley siguió apuñalándola más veces. Las heridas de cuchillo en la mano de ella, sugieren que intentó defenderse de su atacante. Mientras ella moría, él la violó, le robó 49 dólares y la dejó tirada en el vestíbulo. Los ataques duraron aproximadamente media hora.
Algunos minutos después del ataque final, un testigo, Karl Ross, llamó a la policía. La policía y el personal médico llegaron pocos minutos después de la llamada de Ross; Genovese fue llevada en una ambulancia y murió durante el camino al hospital. Una posterior investigación policial determinó que unos doce (aunque con seguridad no 38, como se dijo en el artículo del Times) individuos habían visto u oído partes del ataque, aunque no habían podido enterarse del incidente al completo. Solamente un testigo (Joseph Fink) estaba enterado de que la apuñalaron en el primer ataque y sólo Karl Ross era consciente de esto durante el segundo ataque. Muchos desconocían totalmente que un asalto u homicidio estuviera ocurriendo; algunos pensaron que lo que estaban viendo u oyendo era una reyerta de borrachos o un grupo de amigos saliendo de un bar, cuando Moseley se aproximó a Genovese.

## Entierro
Tras su asesinato, Kitty Genovese fue enterrada en el sepulcro familiar en New Canaan, Connecticut. La familia solicitó mantener en privado la localización del cementerio para evitar que el personal del cementerio dirigiera hacia allí a los visitantes.

## Perpetrador

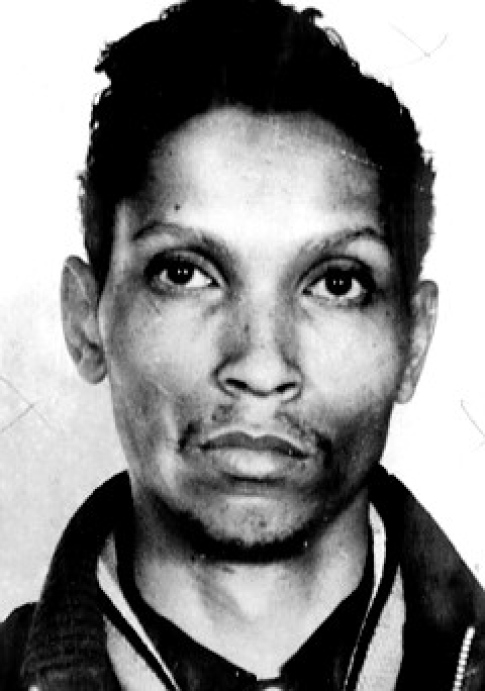
Winston Moseley, el 1 de abril de 1964.

Winston Moseley (1935-2006), un afroestadounidense maquinista de profesión, casado y con tres hijos, fue detenido más tarde en relación con un robo, no sólo confesó el asesinato de Kitty Genovese, sino otros dos asesinatos, ambos con ataques sexuales. El examen psiquiátrico de Moseley demostró que éste era un necrófilo. Fue condenado a pena de muerte por asesinato.
Moseley dio una descripción a la policía donde detalló el ataque, corroborando la evidencia física en la escena. Su motivo para el ataque fue simplemente "el deseo de matar a una mujer". Moseley indicó que se había levantado a las 2 de la mañana dejando a su esposa dormida en casa tras decirle que la amaba y que había estado conduciendo para encontrar una víctima. Espió a Genovese en su trabajo y la siguió hasta el aparcamiento.
Moseley testificó durante el juicio, no dejando ninguna duda de que había sido el asesino.
La sentencia inicial de muerte fue reducida a una indeterminada entre 20 años o prisión perpetua en 1967. El Tribunal de Apelaciones de Nueva York decidió que Moseley debía haber sido declarado mentalmente perturbado.
En 1968, durante un viaje al hospital de Búfalo, Nueva York (precipitado por una lata de sopa que colocó en su propio recto como pretexto para salir de prisión), Moseley logró dominar a un guardia y golpearlo hasta dejarle los ojos ensangrentados. También tomó un bate y lo usó para golpear a la persona más cercana y tomar cinco rehenes, a una de las cuales agredió sexualmente. También participó en la sublevación de presos que tuvo lugar en el Centro Correccional de Attica.
A Moseley le fue denegada la libertad condicional por duodécima vez el 3 de febrero de 2006.
Murió en prisión a la edad de 81 años tras cumplir 52 años entre rejas, lo que le convierte en uno de los reclusos más longevos del sistema penitenciario del Estado de Nueva York.

## Reacción pública
La historia de Genovese se convirtió en una parábola casi instantánea sobre la insensibilidad, o al menos apatía de los demás hacia alguien en apuros de los ciudadanos de Nueva York, los de las áreas urbanas o de la humanidad moderna en general. Gran parte del interés en el suceso vino del artículo de investigación del New York Times escrito por Martin Gansberg y publicado el 27 de marzo, dos semanas después del asesinato. El artículo llevaba por titular “38 personas que vieron un asesinato y no llamaron a la policía”, la opinión pública acerca de la historia se cristalizó a partir de una cita del artículo de un vecino anónimo que vio parte del ataque pero decidió no llamar a la policía porque “no quería verme implicado”.
Otros informes, citados por Harlan Ellison en su libro Harlan Ellison's Watching indicaron que un hombre encendió la radio para no oír los gritos de Genovese. Ellison dice que el informe que leyó atribuía el “no verme implicado” a prácticamente los 38 vecinos que supuestamente habían presenciado la escena.
Sin embargo el número de los “30 vecinos que no hicieron nada” es engañoso. El artículo empieza:
“Durante más de media hora treinta y ocho vecinos observantes de la ley en Queens observaron a un asesino acechar y apuñalar a su víctima en múltiples ataques separados en Kew Gardens”.
El titular es dramático pero inexacto. Ninguno de los testigos observó los ataques en su totalidad. Debido a la disposición del complejo y a que los ataques tuvieron lugar en distintas localizaciones, ningún testigo vio la secuencia completa. La mayoría sólo oyó partes del incidente sin darse cuenta de que era algo serio y nadie vio la violación y ataque final en el vestíbulo que provocó la muerte de Genovese.

### El caso Genovese en la cultura popular
- La compañía de teatro valenciana Groc Teatre se inspira en el caso de Kitty para su obra Genovese estrenada en 2017. La obra fue premiada con el Premio Max especial del público en 2019.
- El cantante de folk Phil Ochs alude al caso Genovese en la canción Outside a Small Circle of Friends.
- Joan Baez, una popular cantante de la época, escribió la canción In The Quiet Morning inspirada en el caso Genovese, aunque más tarde la dedicó a Janis Joplin.
- En el cómic Watchmen el asesinato de Kitty Genovese es lo que impulsa a Rorschach a convertirse en un vigilante.
- La película The Boondock Saints empieza con un predicador usando la historia de Kitty Genovese para ilustrar el punto de que mirar pasivamente un crimen es tan malo como cometerlo.
- La escena de la película Halloween (1978) en la que el personaje de Laurie Strode (interpretado por Jamie Lee Curtis) pide ayuda mientras es perseguida por Michael Myers pero es ignorada por sus vecinos está basado en el caso de Genovese.
- Harlan Ellison usó la muerte de Genovese y los informes de acerca de los supuestamente inactivos vecinos como base para su relato El gemido de los perros apaleados (The Whimper of Whipped Dogs), ganador de un Premio Edgar.
- El director de cine mexicano Fabrizio Prada realizó la película Escrito con Sangre (2010), basada en la novela El deseo de matar a una mujer de Carlos Manuel Cruz Meza, que retoma el caso de Genovese y las declaraciones de los testigos, así como la investigación periodística.
- El escritor irlandés John Connolly habla sobre el caso de Kitty Genovese en su libro Los amantes, en una descripción de los turbios años 60 neoyorkinos.
- Ryan David Jahn se inspiró en el crimen de Kitty Genovese para escribir su novela Crimen en directo.
- La película 37[9] (2016), dirigida  por Puk Grasten narra los sucesos desde el punto de vista de los vecinos.
- La banda surcoreana Nell tiene una canción con el título Dear Genovese cuenta la historia desde la perspectiva de un testigo.
- En el séptimo episodio de la segunda temporada de la serie Nip/Tuck el personaje de Sean McNamara (interpretado por Dylan Walsh) menciona víctimas femeninas famosas, dando como ejemplo a Kitty Genovese junto con Marion Crane y Sharon Tate.
- En el capítulo séptimo de la quinta temporada de la serie Girls los personajes asisten a una obra teatral sobre el crimen. Un día después del estreno del capítulo en Estados Unidos, el asesino fallece.
- El educador John Holt alude al crimen en su obra: The Underachieving School, traducida al castellano por: El fracaso de la Escuela, para aludir a la indiferencia con la que los alumnos son educados en las escuelas.
- Frances Cherry, en un ejercicio de interrogación sobre el proceso de construcción de significados que se puso en marcha para que este hecho se convirtiera en un ejemplo del comportamiento de ayuda, nos ofrece una interpretación diferente. Cherry constituye este hecho no cómo una ilustración del comportamiento de ayuda o "ausencia de", si no cómo un caso de violencia de género. En el contexto de los años 60 no hay un discurso de denuncia ni de intervención sobre la violencia de género. Así, en el marco de significados de la época, lo sucedido se construye cómo hemos visto, cómo un caso de emergencia dónde nadie interviene para ayudar. B. Maestres y M.C. Peñaranda (2016). La interacción social. Fonaments psicosocials del comportament humà (pp 5-49). Barcelona: Oberta UOC Publishing, S.L.

## Investigación psicológica
El denominado "síndrome Genovese", "síndrome 38 testigos" o efecto espectador ha sido estudiado como un fenómeno de disolución de la responsabilidad, por parte de Darley & Latane. La cuestión es por qué los vecinos no avisaron de lo acontecido, dado que pensaban que otro sujeto respondería ante la situación. 
El modelo experimental seguido expone un estudio individual, en el cual cada reacción ante emergencias depende del factor ambiental y de la cantidad de sujetos. Se realizó The Smoke filled room study, donde se incrementó el número de testigos en un segundo paso. El resto de sujetos se encontraban concertados con el experimentador. Por lo cual, cuando un individuo se encuentra solo ante tal situación, respondería. Por consiguiente, de tratarse de una situación grupal, la responsabilidad se diluye entre los testigos.
Respecto a las variables que determinan la reacción se encuentran la cantidad de testigos, la valoración del riesgo o de la conveniencia de responder ante la situación, la apariencia o la urgencia de la ayuda a prestar.